# Airbus Helicopters H140
Der Airbus Helicopters H140 ist ein leichter zweimotoriger Mehrzweckhubschrauber des Herstellers Airbus Helicopters. Er wurde am 11. März 2025 auf der Messe Verticon in Dallas der Öffentlichkeit vorgestellt. Auslieferungen sind ab 2028 geplant. Er wurde insbesondere für Luftrettungsdienste entworfen und ist im Airbus-Sortiment zwischen den Modellen H135 und H145 platziert, die weiterhin angeboten werden sollen.

## Konstruktion
Die H140 wurde aus der H135 entwickelt und verfügt über ein um 20 Prozent größeres Kabinenvolumen, über einen größeren Fenestron und den zuvor bei der neuen Version der H145 (MBB-BK117 D-3) eingeführten lagerlosen Fünfblattrotor. Durch die Platzierung des Höhenleitwerks an der Spitze des Seitenleitwerks (T-Tail) konnte die Nutzlast im Schwebeflug um ca. 80 kg gesteigert, die Heckklappe um 25 cm vergrößert und ihre Zugänglichkeit verbessert werden. Der Hubschrauber ist mit dem firmeneigenen Avioniksystem Helionix ausgestattet und wird von zwei Turbinen des ebenfalls neu entwickelten Typs Safran Arrius 2ES angetrieben.

## Bestellungen
Airbus meldete kurz nach der Vorstellung des Modells auf der Verticon im März 2025 über 70 Bestellungen bzw. Absichtserklärungen, womit die ersten drei Produktionsjahre annähernd ausverkauft seien. Zu den Erstkunden gehören die DRF Luftrettung mit einem Kaufvertrag über zehn H140, der ADAC, der ÖAMTC und mehrere Luftrettungsanbieter aus den USA.

## Technische Daten
| Kenngröße                   | Daten                                        |
| --------------------------- | -------------------------------------------- |
| Rotordurchmesser            | 10,8 m                                       |
| max. Startmasse             | 3175 kg (7000 lbs)                           |
| Höchstgeschwindigkeit (VNE) | 155 kts (287 km/h)                           |
| Triebwerke                  | 2 × Safran Arrius 2E mit je 700 shp (522 kW) |